# Shek Mun (stacja MTR)
Shek Mun (chiński: 石門) – jedna ze stacji MTR, systemu szybkiej kolei w Hongkongu, na Tuen Ma Line. Została otwarta 21 grudnia 2004. 
Obsługuje obszar przemysłowy Shek Mun w dzielnicy Sha Tin, w Nowych Terytoriach.